# Rhododendron montroseanum
Rhododendron montroseanum är en ljungväxtart som beskrevs av Davidian. Rhododendron montroseanum ingår i släktet rododendron, och familjen ljungväxter. Inga underarter finns listade i Catalogue of Life.